# Old Henry
Old Henry és una pel·lícula estatunidenca de western del 2021 escrita i dirigida per Potsy Ponciroli. És protagonitzada per Tim Blake Nelson com el personatge titular, un pagès que ha de protegir el seu fill dels proscrits, amb Scott Haze, Gavin Lewis, Trace Adkins i Stephen Dorff en papers secundaris. Es va estrenar al Festival de Cinema de Venècia el 7 de setembre de 2021 i va ser estrenada en cinemes als Estats Units per Shout! Studios l'1 d'octubre. Va ser aclamat per la crítica, amb elogis a la història, la direcció de Ponciroli i l'actuació de Nelson. El National Board of Review va seleccionar la pel·lícula a la seva llista anual de les deu millors pel·lícules independents de l'any. Ha estat doblada i subtitulada al català.

## Repartiment
- Tim Blake Nelson com a Henry
- Scott Haze com a Curry
- Gavin Lewis com a Wyatt
- Trace Adkins com a Al
- Stephen Dorff com a Ketchum
- Richard Speight Jr. com a Dugan
- Max Arciniega com a Stilwell
- Brad Carter com a Branigan

## Producció
En una entrevista, Tim Blake Nelson va dir que protagonitzar la pel·lícula occidental del 2018 The Ballad of Buster Scruggs li va ensenyar a manejar una pistola: "Vaig estar treballant amb armes cada dia durant uns cinc mesos per poder fer els trucs de la pistola". El 15 de desembre de 2020, Hideout Pictures i Shout! Studios van anunciar una associació per produir, finançar i distribuir tres westerns, inclòs Old Henry de l'escriptor i director Potsy Ponciroli. Segons Nelson, estava escalfant el menjar quan es va trobar amb un correu electrònic que li oferia el paper principal. Va dir a GQ que la seva resposta inicial va ser dir: "Bé, va passar. T'han ofert un personatge que es descriu com a vell".
Durant la preproducció, Nelson va passar sis mesos investigant com sonaria i es mouria el seu personatge. Després va passar sis mesos més treballant en el guió de 100 pàgines amb Ponciroli i dos mesos preparant físicament el seu cos per manejar una pistola, muntar a cavall i posar-se en forma per semblar un granger. El paper de Nelson a la pel·lícula es va confirmar el 12 de gener de 2021. Sobre la seva actuació, diu que "volava que Henry al final de la pel·lícula fos molt diferent del personatge que era al començament, i que el públic mai no pogués anomenar un sol moment en què es produeixi la transformació."
Nelson temia que el públic comparés negativament el seu paper d'Henry amb la seva interpretació de Buster Scruggs, personatges que considera que són "oposats". Va parlar amb Ponciroli sobre el tema i la parella va acordar que la pel·lícula no inclouria el gunspinning; el producte final inclou un gir durant el final de la pel·lícula que serveix com a "puntuació". El 14 de gener de 2021, Stephen Dorff, Trace Adkins, Scott Haze i Gavin Lewis es van unir al repartiment. El rodatge d'Old Henry va tenir lloc a Tennessee entre el gener i el març de 2021.